# Ferrargunj
Ferrargunj (tiếng Hindi: फेर्रर्गुन्ज) là một tehsil (đơn vị hành chính cấp xã) thuộc huyện South Andaman, Quần đảo Andaman và Nicobar. Xã này nằm hoàn toàn trên quần đảo Andaman. Dân số xã thống kê năm 2001 xấp xỉ 48.626 người.